# Internationaler Musikrat
Der Internationale Musikrat (engl. International Music Council, kurz IMC) wurde 1949 auf Anweisung des Generaldirektors der UNESCO als nichtstaatliches Beratungsgremium für musikalische Angelegenheiten gegründet.
Heute gehören ihm nationale Musikausschüsse aus über 60 Ländern aller Kontinente, rund 30 internationale Musikorganisationen sowie ca. 50 Ehrenmitglieder an. Unter der Schirmherrschaft des IMC fördern die Musikräte in Europa, Afrika, Asien, den arabischen Ländern und Lateinamerika regionale Projekte sowie die internationale Zusammenarbeit. 
Zu den Mitgliedern zählen unter anderem der Deutsche Musikrat und der Österreichische Musikrat. Europäische Abteilung des IMC ist der 1972 gebildete Europäische Musikrat mit Sitz in Bonn.